# 2001 KA77
2001 KA77 est un transneptunien de magnitude absolue 5,0, ce qui le qualifie comme un candidat au statut de planète naine.
Son diamètre est estimé à plus de 600 km.